# Etienne Camara
Etienne Amara Camara (Noisy-le-Grand, 30 marzo 2003) è un calciatore francese, centrocampista del Charleroi.

## Carriera

### Club
Camara è cresciuto nel settore giovanile di Torcy ed Angers e nel 2020 ha lasciato la Francia per firmare con l'Huddersfield Town. Ha debuttato con il club inglese il 9 gennaio 2021 nell'incontro di FA Cup perso 3-2 contro il Plymouth.
Il 14 luglio 2023 è stato acquistato dall'Udinese, ma nei suoi primi sei mesi di permanenza ha disputato un solo incontro di Coppa Italia. Il 1º febbraio 2024 ha lasciato i friulani ed ha firmato un triennale con il Charleroi.

### Nazionale
Il 10 maggio 2023 è stato convocato dalla Francia Under-20 per disputare il campionato mondiale di categoria.

## Statistiche

### Presenze e reti nei club
Statistiche aggiornate al 3 novembre 2024.
| Stagione                 | Squadra                  | Campionato               | Campionato | Campionato | Coppe nazionali | Coppe nazionali | Coppe nazionali | Coppe continentali | Coppe continentali | Coppe continentali | Altre coppe | Altre coppe | Altre coppe | Totale | Totale | Totale |
| Stagione                 | Squadra                  | Comp                     | Pres       | Reti       | Comp            | Pres            | Reti            | Comp               | Pres               | Reti               | Comp        | Pres        | Reti        | Pres   | Reti   |        |
| ------------------------ | ------------------------ | ------------------------ | ---------- | ---------- | --------------- | --------------- | --------------- | ------------------ | ------------------ | ------------------ | ----------- | ----------- | ----------- | ------ | ------ | ------ |
| 2020-2021                | Huddersfield Town        | FLC                      | 0          | 0          | FACup+CdL       | 1+0             | 0               | -                  | -                  | -                  | -           | -           | -           | 1      | 0      |        |
| 2022-2023                | Huddersfield Town        | FLC                      | 20         | 0          | FACup+CdL       | 1+1             | 0               | -                  | -                  | -                  | -           | -           | -           | 22     | 0      |        |
| Totale Huddersfield Town | Totale Huddersfield Town | Totale Huddersfield Town | 20         | 0          |                 | 3               | 0               |                    | -                  | -                  |             | -           | -           | 23     | 0      |        |
| 2023-gen. 2024           | Udinese                  | A                        | 0          | 0          | CI              | 1               | 0               | -                  | -                  | -                  | -           | -           | -           | 1      | 0      |        |
| gen.-giu. 2024           | Charleroi                | D1                       | 12         | 0          | CB              | 0               | 0               | -                  | -                  | -                  | -           | -           | -           | 12     | 0      |        |
| 2024-2025                | Charleroi                | D1                       | 13         | 0          | CB              | 0               | 0               | -                  | -                  | -                  | -           | -           | -           | 13     | 0      |        |
| Totale Charleroi         | Totale Charleroi         | Totale Charleroi         | 25         | 0          |                 | 0               | 0               |                    | -                  | -                  |             | -           | -           | 25     | 0      |        |
| Totale carriera          | Totale carriera          | Totale carriera          | 45         | 0          |                 | 4               | 0               |                    | -                  | -                  |             | -           | -           | 49     | 0      |        |